# Ibrahim Said (calciatore 2002)
Ibrahim Muhammad Said (15 giugno 2002) è un calciatore nigeriano, attaccante del Motherwell.

## Carriera

### Club
Cresciuto calcisticamente in patria nella Dabo Babes Academy, il 21 ottobre 2020 è stato acquistato dal Viborg, formazione danese di seconda divisione, con cui ha firmato un contratto fino al 2024. Ha esordito con la nuova squadra il 16 aprile 2021, nell'incontro vinto 4-0 contro l'Esbjerg. Ha realizzato il suo primo gol un mese più tardi nella trasferta vinta contro il Fredericia. Ha chiuso la stagione con tre presenze e una rete, contribuendo alla promozione in Superligaen. Ha debuttato nella prima divisione danese il 18 luglio 2021, nel successo per 2-1 sul campo del Nordsjælland. Ha segnato la sua prima rete in campionato il 22 settembre successivo, nella vittoria per 2-0 contro l'Aarhus.

### Nazionale
Nel 2019 ha segnato 3 reti in 4 presenze con la nazionale nigeriana Under-17.

## Statistiche

### Presenze e reti nei club
Statistiche aggiornate al 14 agosto 2022.
| Stagione        | Squadra         | Campionato      | Campionato | Campionato | Coppe nazionali | Coppe nazionali | Coppe nazionali | Coppe continentali | Coppe continentali | Coppe continentali | Altre coppe | Altre coppe | Altre coppe | Totale | Totale |
| Stagione        | Squadra         | Comp            | Pres       | Reti       | Comp            | Pres            | Reti            | Comp               | Pres               | Reti               | Comp        | Pres        | Reti        | Pres   | Reti   |
| --------------- | --------------- | --------------- | ---------- | ---------- | --------------- | --------------- | --------------- | ------------------ | ------------------ | ------------------ | ----------- | ----------- | ----------- | ------ | ------ |
| 2020-2021       | Viborg          | 1D              | 0+3        | 0+1        | CD              | 0               | 0               |                    | -                  | -                  |             | -           | -           | 3      | 1      |
| 2021-2022       | Viborg          | SL              | 14+6       | 1+0        | CD              | 1               | 0               |                    | -                  | -                  |             | -           | -           | 21     | 1      |
| 2022-2023       | Viborg          | SL              | 5          | 0          | CD              | 0               | 0               | UECL               | 4                  | 1                  |             | -           | -           | 9      | 1      |
| Totale carriera | Totale carriera | Totale carriera | 28         | 2          |                 | 1               | 0               |                    | 4                  | 1                  |             | -           | -           | 33     | 3      |

## Palmarès

### Club

#### Competizioni nazionali
- 1. Division: 1

Viborg: 2020-2021